# Mel Ramos

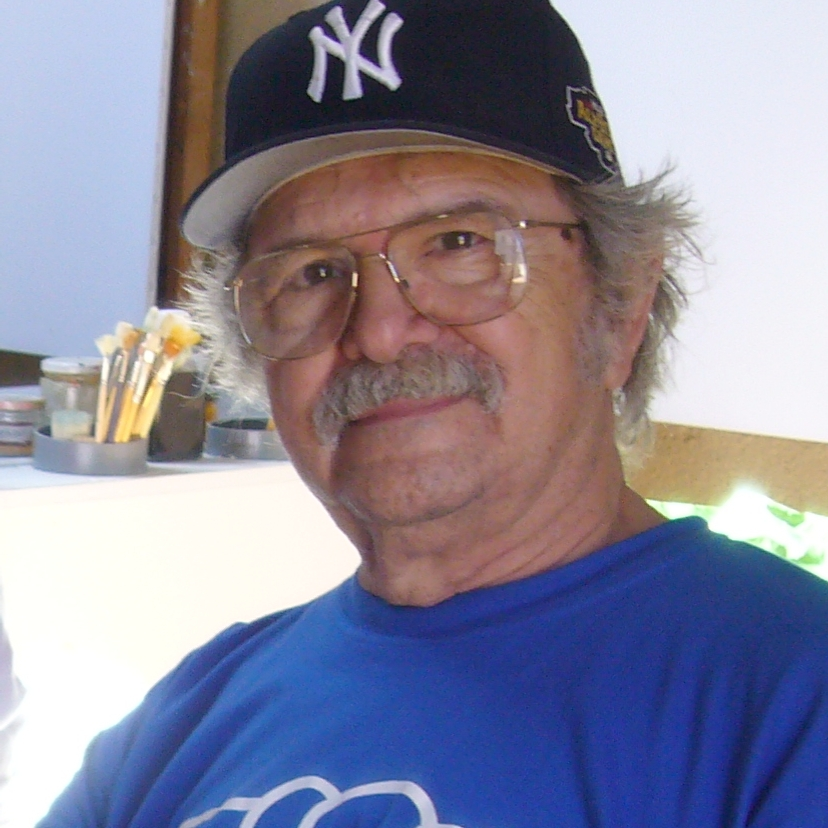
Mel Ramos 2007

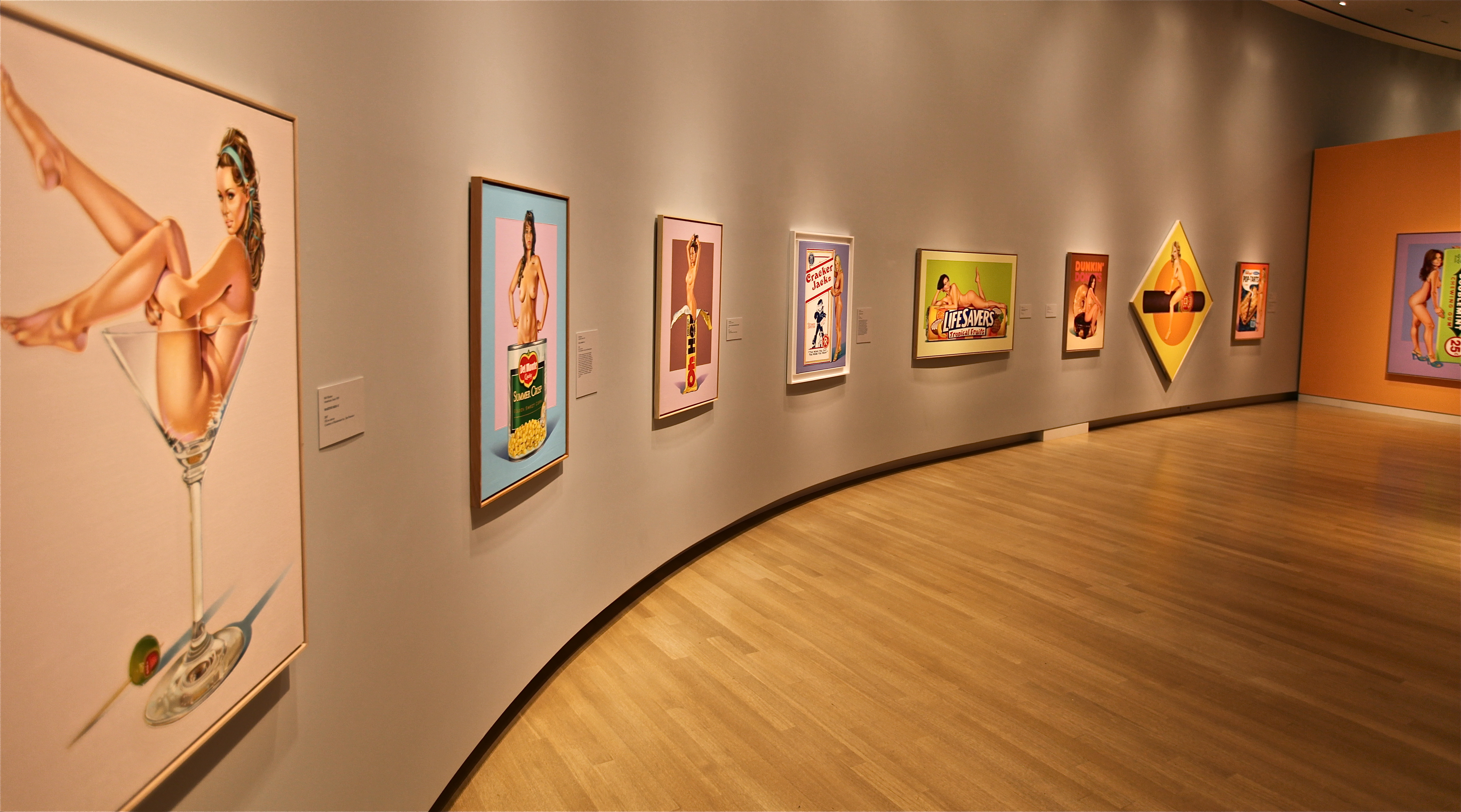
Crocker Art Museum, Sacramento, 2012.

Mel Ramos (Sacramento, Californië, 24 juli 1935 - Oakland (Californië), 14 oktober 2018) was een Amerikaans kunstschilder; hij werd sinds de jaren 60 internationaal bekend met figuratieve schilderijen van vrouwen en consumptieartikelen. Zijn hyperrealistische werk wordt gerekend tot de popart.

## Werk

### Popart
In zijn werk combineert Ramos realistische weergave van vrouwen en uitvergrote consumptieproducten tegen monochrome achtergronden. Sinds 1959 heeft hij deelgenomen aan meer dan honderdtwintig groepstentoonstellingen. Zijn werk was vaak te zien samen met werk van popartkunstenaars als Andy Warhol, Roy Lichtenstein, Claes Oldenburg en James Rosenquist in de Verenigde Staten en in Europa. Het werk werd veelvuldig gereproduceerd in boeken en tijdschriften.

### Wonder Woman
Mel Ramos begon in 1961, striphelden zoals Batman te schilderen. Vanaf 1963 richtte hij zich vooral op het afbeelden van Wonder Woman, andere vrouwelijke superhelden en pin-upgirls, in een omgeving van westerse consumptieartikelen zoals Coca-Colaflesjes en luxe auto's. Het is niet direct duidelijk of hij met zijn werk de uitbuiting van vrouwelijk schoon in de reclame aanklaagt of juist zelf de vrouwelijke schoonheid ongegeneerd idealiseert. Desgevraagd stelde hij dat hij geen vrouwen schildert maar "afbeeldingen van vrouwen", dus stof tot dromen waarmee hij eerder wil behagen dan provoceren. 

### Persiflage
Op ironische wijze persifleerde hij sinds  1972 ook bekende meesterwerken uit de kunstgeschiedenis (Unfinished Paintings) waarbij hij de klassieke naakten vervangt door hedendaagse pin-upgirls. In een later stadium van zijn loopbaan liet hij zijn ontwerpen ook uitwerken als gepolychromeerde plastieken.